# Грб Гацка
Грб Гацка је званични симбол српске општине Гацко, усвојен у фебруару 2000. године.
Грб је у много чему супротан основним правилима хералдике и подсјећа на старе амблеме општина из комунистичког времена.